# Argiope frelon
Argiope bruennichi
Espèce
Synonymes
- Aranea brünnichii Scopoli, 1772
- Aranea speciosa Pallas, 1773
- Aranea fasciata Fabricius, 1775
- Aranea zebra Sulzer, 1776
- Aranea formosa Cyrillus, 1787
- Aranea pulchra Razoumowsky, 1787
- Aranea caspia Gmelin, 1789
- Aranea phragmitis Rossi, 1790
- Miranda transalpina C. L. Koch, 1835
- Argiope brünnichii africana Strand, 1906
- Argiope bruennichi orientalis Strand, 1907
- Argiope bruennuchi nigrofasciata Franganillo, 1910
- Argiope acuminata Franganillo, 1920
- Miranda zabonica Chamberlin, 1924

Argiope bruennichi est une espèce d'araignées aranéomorphes de la famille des Araneidae. En français elle est communément appelée Épeire fasciée, Épeire frelon, Argiope frelon, Argiope rayée ou Argiope fasciée.

## Étymologie
Cette espèce est nommée en l'honneur de Morten Thrane Brünnich.

## Distribution et habitat
Cette espèce se rencontre en zone paléarctique, de l'Afrique du Nord à la Scandinavie et jusqu'au Japon. Originaire de la zone méditerranéenne, elle s'observe davantage en Europe depuis la fin du XXe siècle.
C'est une espèce qui apprécie les milieux ouverts et ensoleillés. Elle était autrefois particulièrement présente au sud de l'Europe (essentiellement au sud de la Loire en France mais également dans le Morbihan) et considérée comme rare au nord de cette ligne. En Belgique, elle a été observée pour la première fois en 1874 par Léon Becker à Hastière et elle semble moins rare dans une partie importante du pays en 2009, y compris dans les régions les plus froides en hiver comme l'Ardenne belge.

## Description

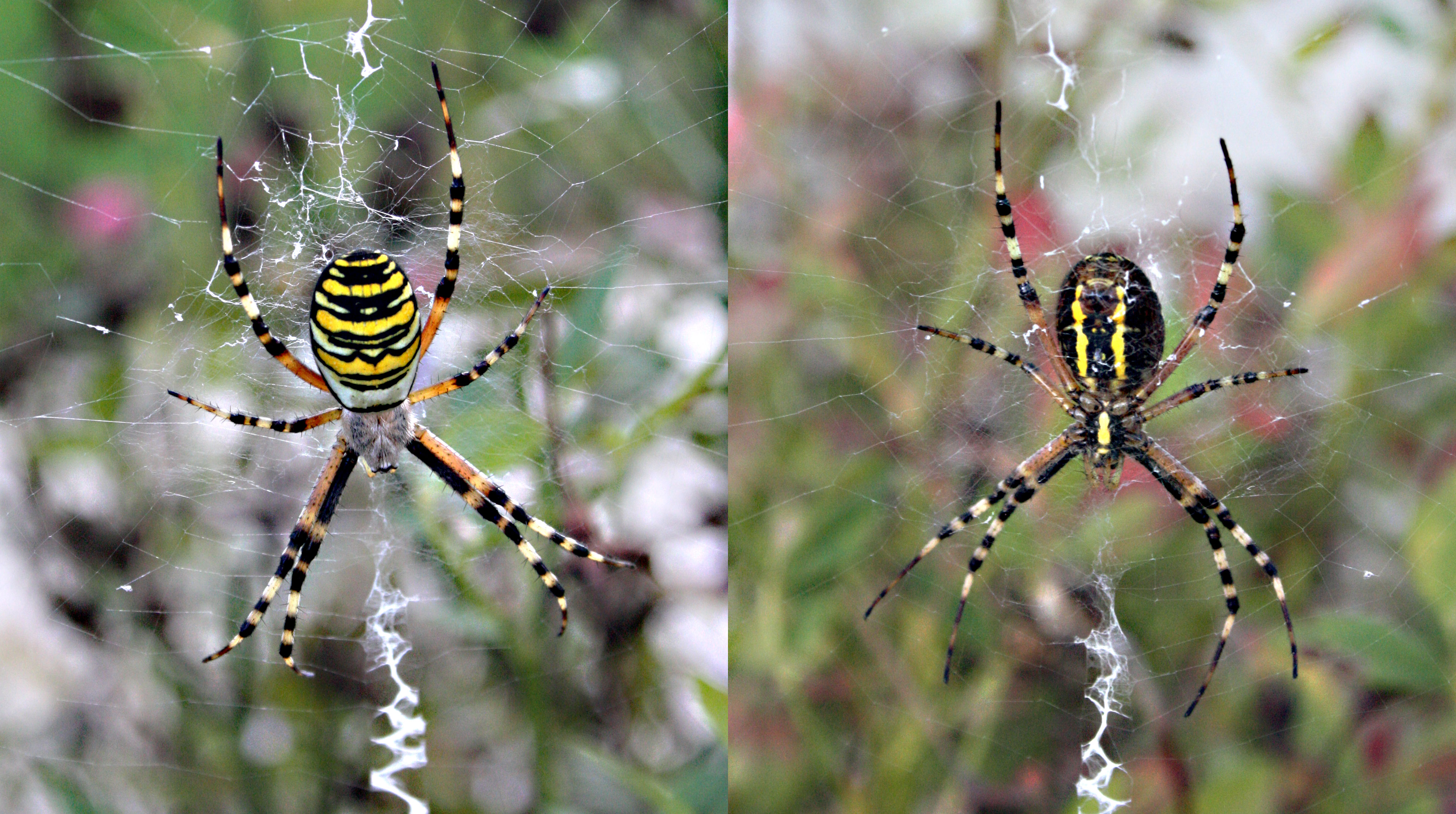
Femelle vue dorsale (gauche) et ventrale (droite).

Bien que son camouflage jaune et noir puisse laisser croire qu'il sert de protection vis-à-vis de prédateurs qui la prendraient pour un frelon, une étude a démontré que l'alternance des stries jaunes et noires sur le corps de cette espèce doublait en réalité le nombre de ses captures d'insectes en agissant comme leurre visuel rendant l'araignée moins visible pour ses proies, bien qu'au milieu de sa toile.
L'Argiope présente un dimorphisme sexuel, le mâle étant plus petit et plus terne que la femelle.
Comme de nombreuses araignées très actives, Argiope bruennichi possède à la fois des poumons et des trachées.

## Reproduction
Argiope bruennichi fait partie des espèces d'araignées pratiquant le cannibalisme sexuel systématique avec plus ou moins de succès et la polyandrie. Le mâle, au terme de l'accouplement, abandonne volontairement dans 80 % des cas son appareil copulateur ce qui diminue les chances d'un rival de féconder la même femelle et augmente ses chances de la fuir et de survivre après l'accouplement. Il semble que l'appareil génital des mâles de cette espèce soit particulièrement complexe, notamment du point de vue de la structure, qui n'est pas exclusivement destinée au transfert spermatique, mais semble également jouer un rôle important à la fois dans la sélection par la femelle de son partenaire et dans la capacité de fuite du mâle après copulation grâce à des points de rupture prédéterminés. Après l'accouplement, la femelle pond rapidement 200 à 300 œufs dans un cocon blanc camouflé en brun, composé de soies de structures biochimiques différentes, suspendu dans les graminées peu au-dessus du sol. Les œufs hivernent à l'abri du gel.
Les jeunes araignées, après leur première mue, grimpent au sommet d'une brindille et filent un fil de soie, le fil de la Vierge, qui leur sert de voile et les emporte dans les airs.
Un insecte parasite, le Tromatobia ornata pond des œufs dans les cocons de l'Argiope bruennichi afin que ses larves se nourrissent des œufs de l'araignée,.

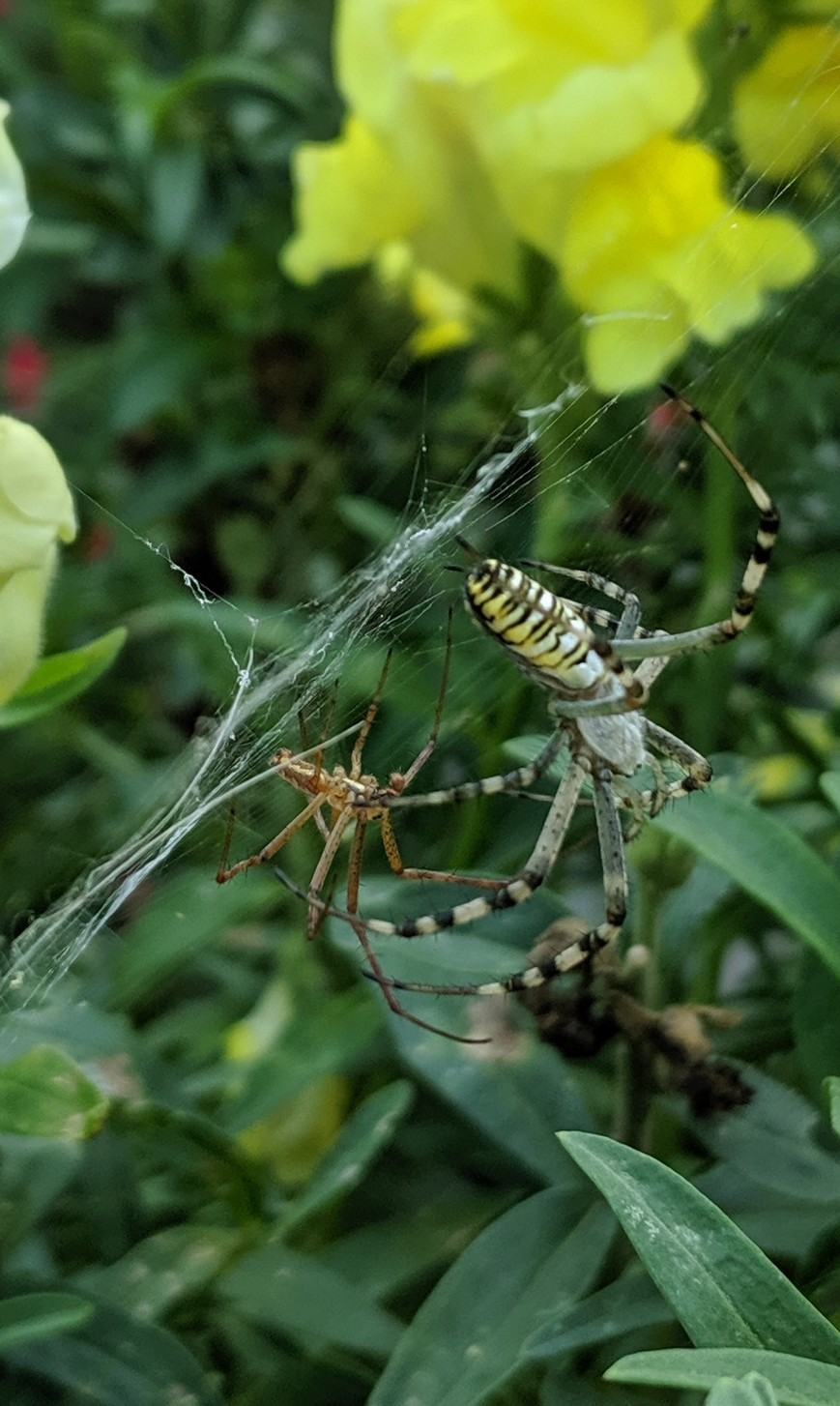
Mâle faisant la cour à une femelle argiope frelon.
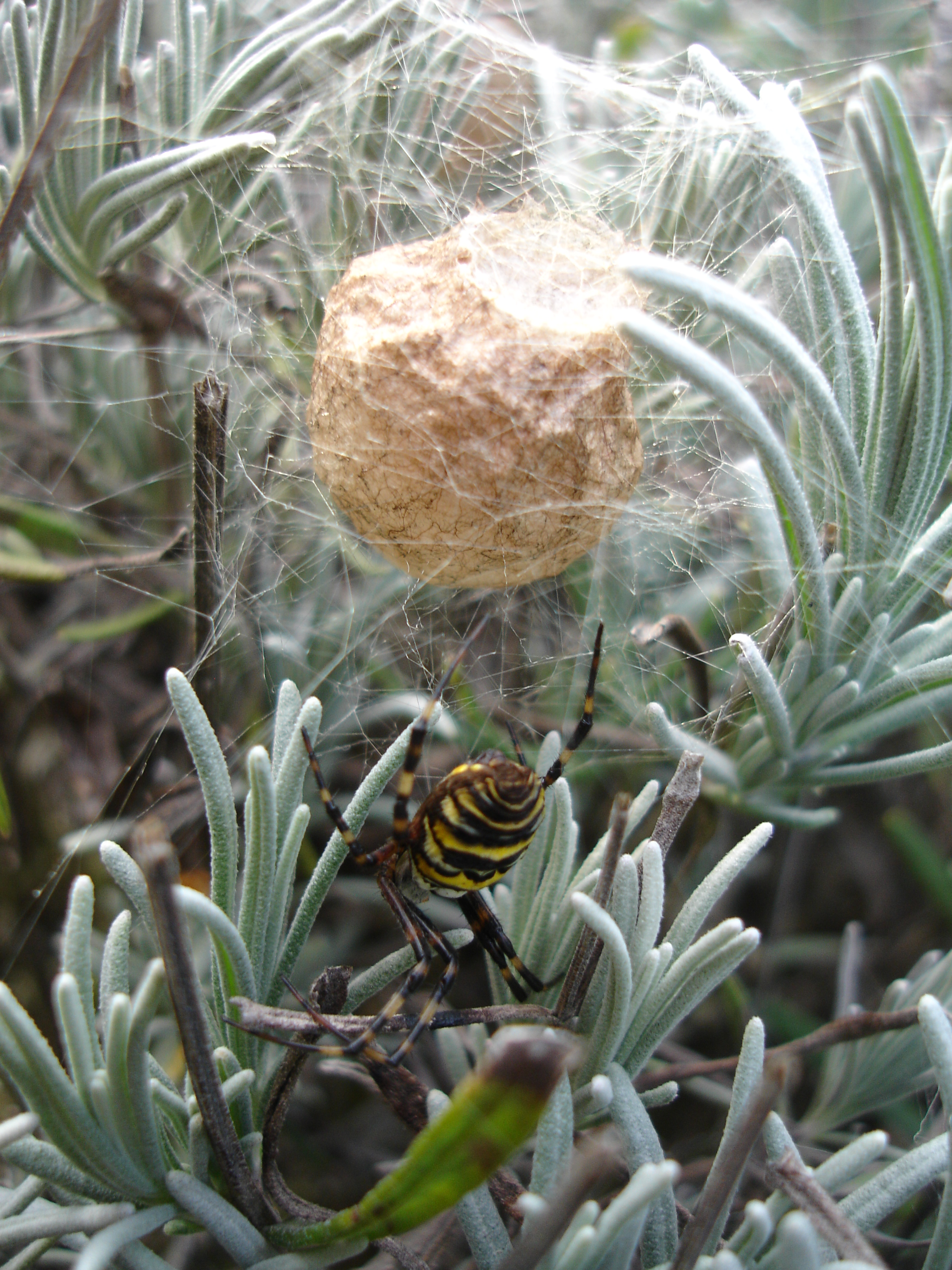
Cocon de la femelle.

## Comportement

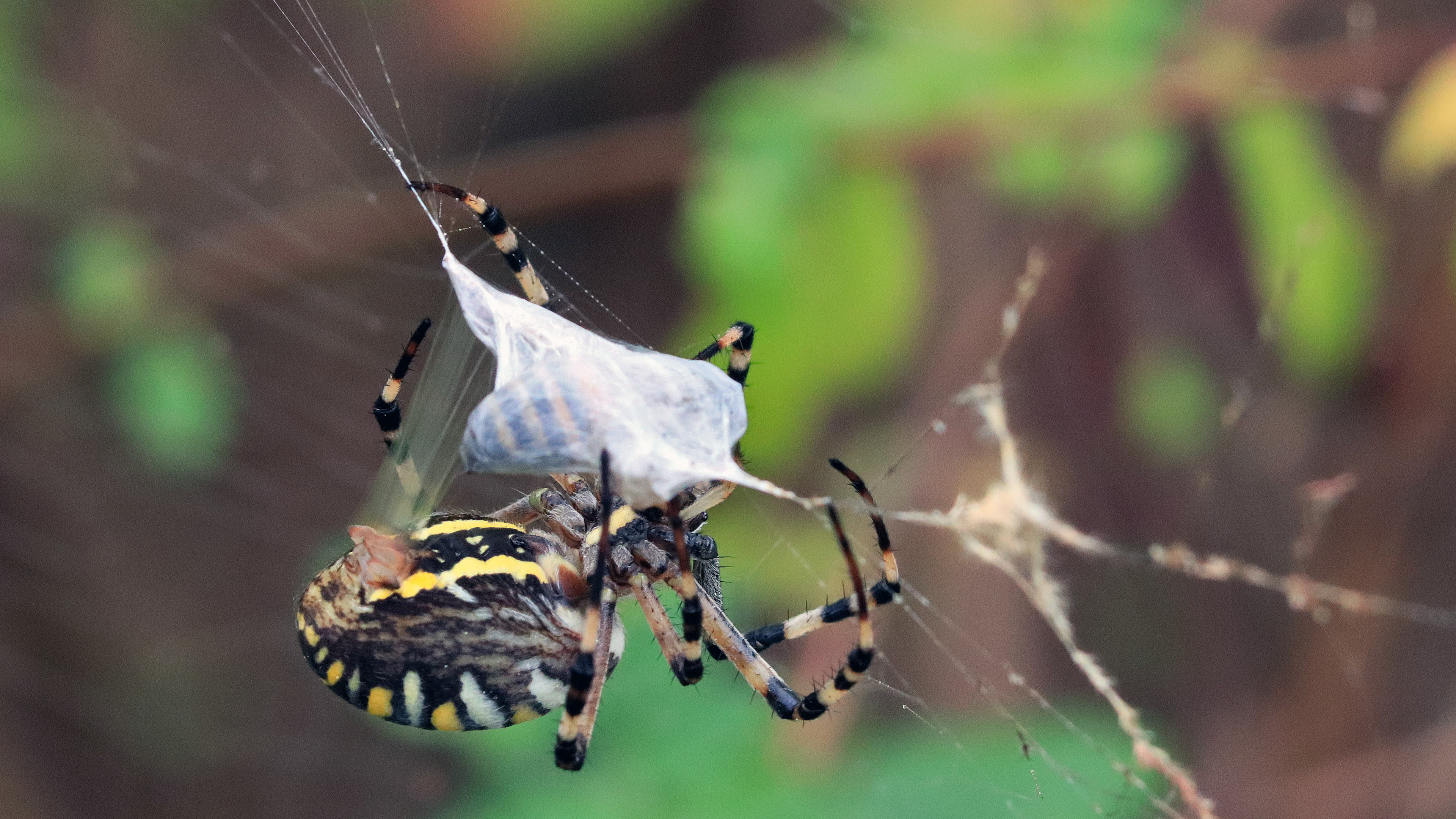
Emission de soie par les filières.

L'argiope frelon est une araignée orbitèle. Pour chasser, elle bâtit une toile géométrique (orbiculaire, forme proche du cercle) dans la végétation, généralement à moins d'un mètre de hauteur du sol. Elle fait sa toile dans les hautes herbes et les champs en friche ou dans les vallées chaudes et humides. On la rencontre également à la limite des bois. Cette toile comporte de 19 à 41 rayons (généralement 30) dont l'élaboration prend environ une heure à l'aube ou au crépuscule. 
De nombreuses théories ont été avancées pour expliquer la présence du stabilimentum, motif blanc de soie en zigzag qui se trouve sur la toile. L'une d'elles propose qu'il contribue à attirer les proies du fait de sa grande brillance dans le spectre des ultraviolets que les insectes perçoivent. Une autre zone de soie plus dense se trouve également au centre de la toile. Une autre théorie expliquerait la présence du stabilimentum  afin de renforcer la toile, tandis que certains livres expliquent que lorsque l'araignée est dérangée, elle fait balancer sa toile d'avant en arrière de sorte que ses stries noires et jaunes se confondent avec le stabilimentum.
L'araignée immobilise sa proie grâce à un venin paralysant. Il est inoculé par l'intermédiaire des crochets portés par les chélicères au sommet desquels s'ouvre un minuscule orifice. Comme chez les autres araignées, Argiope bruennichi digère les chairs de sa proie, grâce à son venin et surtout aux sucs digestifs que l'araignée régurgite. Elle se nourrit principalement de sauterelles, de mouches et d'abeilles, et peut dévorer jusqu'à quatre sauterelles par jour.
Le célèbre écrivain entomologiste Jean-Henri Fabre a consacré plusieurs chapitres de ses Souvenirs entomologiques (8e et 9e Séries) à cette espèce, qu'il appelle toujours Épeire fasciée.

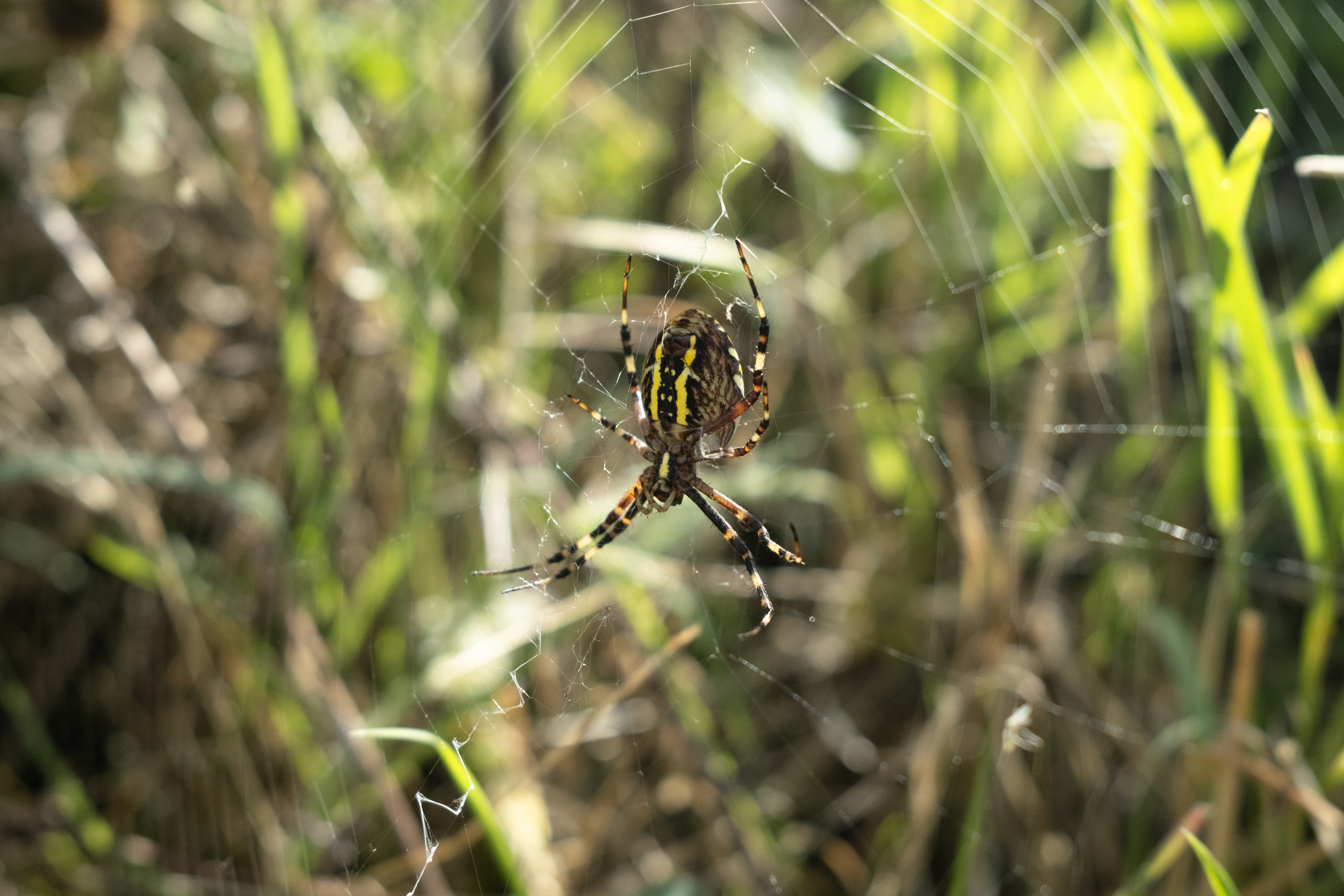
Argiope frelon (vue ventrale), Allemagne

## Galerie

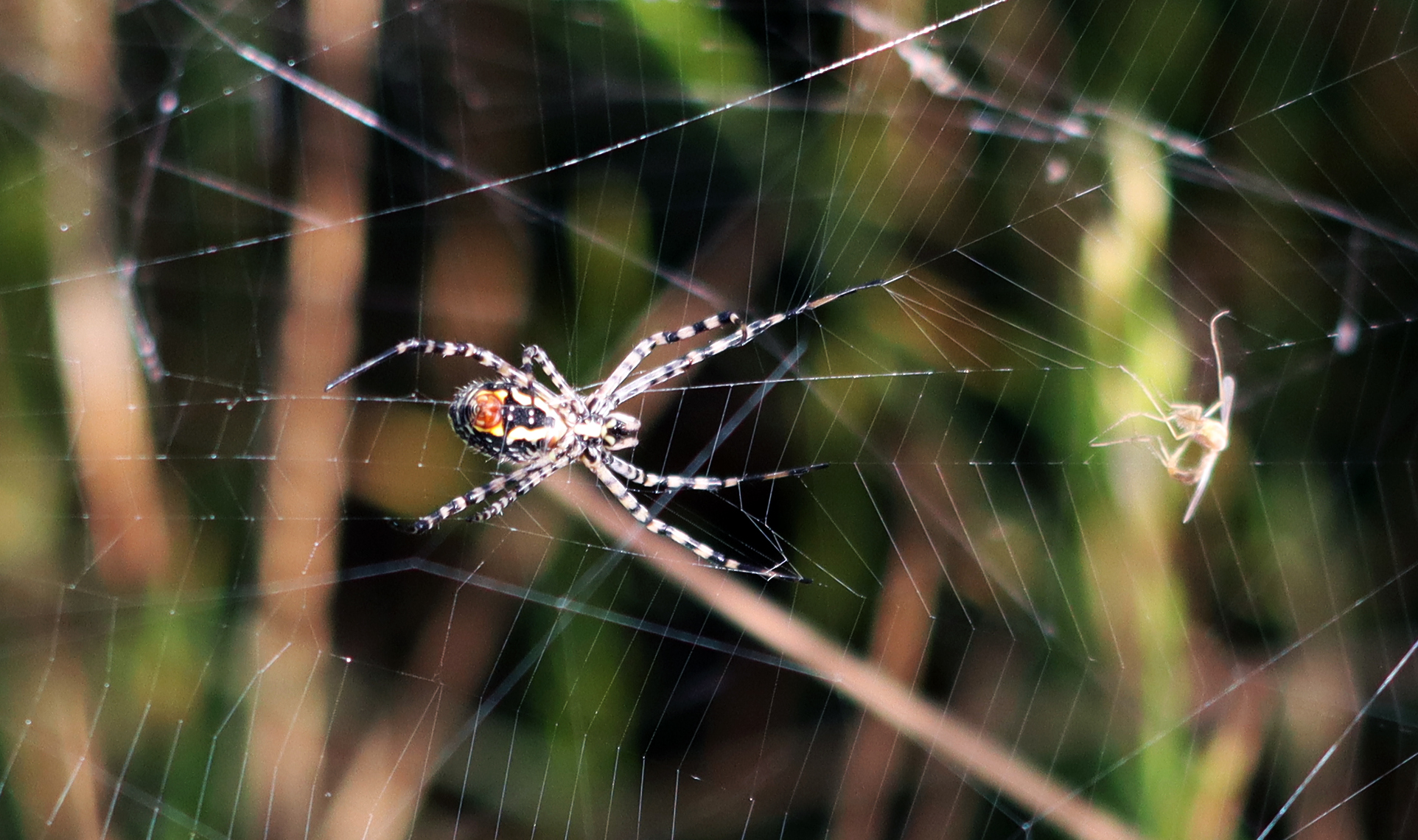
Argiope frelon - Tunisia
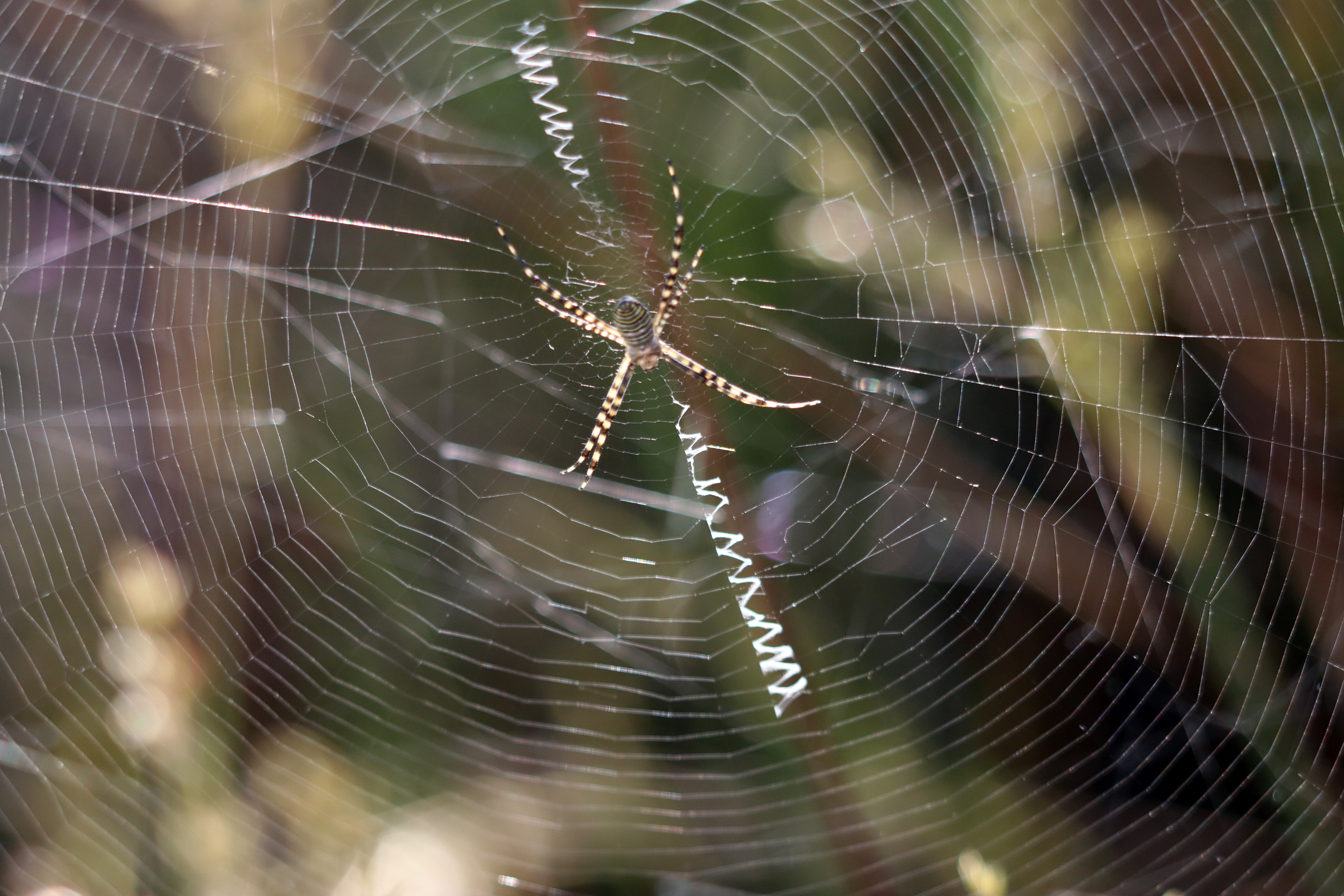
Argiope frelon - Tunisia

## Publication originale
- Scopoli, 1772 : Observationes zoologicae. Annus V, Historico-naturalis. Lipsiae, p. 70-128.